# Curtea de Apel Brașov
Curtea de Apel Brașov este una din cele 16 curți de apel din România.

## Competența teritorială
- județul Brașov
- județul Covasna

## Secții
- Secția penală
- Secția civilă
- Secția contencios administrativ și fiscal

## Istoric
Din 1993 până în 2020 instanța a funcționat în Palatul de Justiție din Brașov, actualul sediu al Prefecturii și Consiliului Județean.